# 留平
留 平（りゅう へい、? - 272年）は、中国三国時代の呉の武将。揚州会稽郡長山県の人。父は留賛。兄は留略。妻は陸凱の娘。子は留憲（鎮軍将軍・西陵督）・留慮（水軍督）・留雲。

## 生涯
永安6年（263年）11月、孫休は蜀が魏に攻められると、丁奉に諸将を率いさせ寿春へ、丁封と孫異には沔中へ軍を進めさせ、留平を南郡の施績の元に遣わして軍をどの方向へ出すか検討させた。劉禅が魏に降伏すると、これらの軍事行動は中止された。
永安7年（264年）2月、征西将軍に昇進した留平は、歩協・陸抗・盛曼らと共に永安を守備する羅憲を攻めたが勝てず、更に半年包囲を続けたものの、胡烈が二万の兵で救援に現れたため、軍勢をまとめて引き上げた。
甘露2年（266年）、丁忠が西晋より帰還すると、孫晧は群臣を集めて盛大な宴会を催したが、王蕃は酔った振りをしているとして怒り、側近に王蕃の処刑を命じた。滕牧と留平は取り成したが聞き入れられず、結局王蕃は処刑された。
同じ年の宝鼎元年（266年）、陸凱は孫晧の廃立を計画し、丁奉・丁固の賛同を得たが、孫晧の護衛をしていた左将軍の留平に反対されたため断念したという。一説には、留平と丁奉の仲が悪かったのが原因という。
建衡3年（271年）、孫晧が一族を引き連れ、突然華里に赴いたのを家臣が慌てて連れ戻した際、留平は丁奉や万彧とともに孫晧を見限るような発言をした。それを聞いた孫晧は留平らを憎むようになり、鳳凰元年（272年）、孫晧は留平と万彧に毒酒を飲ませ殺害しようとした。毒盛りの下手人が毒の量を減らしていたため二人とも死ななかったものの、この処遇にショックを受けて万彧は自殺し、留平は不安と憤りのあまり1カ月ほどで死んだという。